# 火線狙擊：特別行動
《火線狙擊：特別行動》（英語：Sniper Special Ops）是一部2016年美國戰爭動作劇情片，由佛瑞德·歐勒·雷編導，史蒂芬·席格、羅伯·凡·達姆和提姆·艾勃主演。劇情講述美國陸軍狙擊手和搭檔加入營救一名被塔利班綁架的美國國會議員任務；但他們在任務失敗後落隊，必須在敵方領土上生存，等待部隊回頭搭救。電影2016年5月3日在美國採取VOD和DVD首映發行。

## 演員
- 史蒂芬·席格飾演傑克·錢德勒中士（Sergeant Jake Chandler）
- 羅伯·凡·達姆飾演瓦斯奎茲（Vasquez）
- 提姆·艾勃（英语：Tim Abell）飾演維克·莫斯比中士（Sergeant Vic Mosby）
- 達爾·戴（英语：Dale Dye）飾演傑克森中校（Lieutenant Colonel Jackson）
- 夏琳·安莫亞（英语：Charlene Amoia）飾演珍妮特（Janet）
- 傑森-沙恩·史考特（英语：Jason-Shane Scott）飾演泰勒（Tyler）
- 丹尼爾·布克（英语：Daniel Booko）飾演瑞奇（Rich）
- 安東尼·巴塔爾斯（Anthony Batarse）飾演巴希爾（Bashir）
- 傑拉德·韋伯（Gerald Webb）飾演馬可斯（Marcus）

## 外部連結
- 互联网电影数据库（IMDb）上《火線狙擊：特別行動》的资料（英文）